# Ding Liren
Ding Liren (chiń. 丁立人; ur. 24 października 1992 w Wenzhou) – chiński szachista, arcymistrz od 2009 roku. W latach 2023-2024 mistrz świata w szachach klasycznych.

## Kariera szachowa
Wielokrotnie reprezentował Chiny na mistrzostwach świata juniorów w różnych kategoriach wiekowych, zdobywając trzy medale: dwa srebrne (Heraklion 2002 – MŚ do 10 lat, Heraklion 2004 – MŚ do 12 lat) oraz brązowy (Ateny 2012 – MŚ do 20 lat).
W 2009 odniósł duży sukces, zdobywając tytuł indywidualnego mistrza kraju. W turnieju tym wypełnił trzecią normę arcymistrzowską (dwie pierwsze uzyskał w zakończonych dwa dni wcześniej mistrzostwach Azji), zatem zdobycie tytułu arcymistrza zajęło mu niecały miesiąc. Należy przy tym zwrócić uwagę, iż w momencie otrzymania tytułu arcymistrza był zawodnikiem nieutytułowanym, co zdarza się bardzo rzadko. W 2011 zdobył drugi w karierze tytuł mistrza Chin, a w 2012 – trzeci. W 2014 podzielił I m. (wspólnie z Bu Xiangzhim) w Danzhou. W 2015 podzielił II m. (za Magnusem Carlsenem, wspólnie z Maximem Vachier-Lagrave’em, Wesleyem So i Aniszem Girim) w turnieju Tata Steel w Wijk aan Zee.
Wielokrotnie reprezentował Chiny w turniejach drużynowych, m.in.:
- dwukrotnie na olimpiadach szachowych (w latach 2012, 2014); dwukrotny medalista: wspólnie z drużyną – złoty (2014) oraz indywidualnie – brązowy (2014 – na II szachownicy)[8],
- dwukrotnie na drużynowych mistrzostwach świata (w latach 2011, 2013); trzykrotny medalista: wspólnie z drużyną – dwukrotnie srebrny (2011, 2013) oraz indywidualnie – brązowy (2013 – na II szachownicy)[9],
- dwukrotnie na drużynowych mistrzostwach Azji (w latach 2012, 2014); czterokrotny medalista: wspólnie z drużyną – dwukrotnie złoty (2012, 2014) oraz indywidualnie – złoty (2014 – na I szachownicy) i srebrny (2012 – na IV szachownicy)[10].

We wrześniu 2018 po raz pierwszy przekroczył próg rankingowy 2800 punktów, posiadał ich wówczas 2804. Najwyższy ranking w dotychczasowej karierze osiągnął w listopadzie 2018, z wynikiem 2816 punktów zajmował wówczas 4. miejsce na światowej liście FIDE, jednocześnie zajmując 1. miejsce wśród chińskich szachistów.
W 2023 zwyciężył w meczu o mistrzostwo świata w szachach klasycznych z Janem Niepomniaszczim. Rok później, broniąc tytułu, uległ Dommaraju Gukeshowi 7,5–6,5 i utracił tytuł mistrza świata.